# Lamprosema desmialis
Lamprosema desmialis là một loài bướm đêm trong họ Crambidae.